# 赛劳·塞里科夫
赛劳·塞里科夫（Saylau Serikov，1940年12月24日—1991年11月20日），是哈萨克苏维埃社会主义共和国内政部副部长。他在1991年阿塞拜疆军队米-8直升机击落事件中丧生。

## 生平
1940年12月24日，赛劳·塞里科夫出生在哈萨克苏维埃社会主义共和国科斯塔奈地区的卡拉赛村。他于1964年开始在当地警察局工作，最初是在阿拉木图弗伦泽区担任警察，后提升为警官。1970年，他出任阿拉木图市列宁斯基区警察局副局长，1974年升任局长一职。1985年，塞里科夫被任命为哈萨克苏维埃社会主义共和国内务部副部长，当时为中校军衔。
1991年11月20日14时42分，一架米-8直升机在阿塞拜疆纳戈尔诺-卡拉巴赫霍贾文德区的卡拉肯德村附近被亚美尼亚军队击落，塞里科夫与其他22名乘客和机组人员一同遇难，同机者有俄罗斯、阿塞拜疆的许多政要。该坠机事件无一幸存，他当时是军事调停小组的成员。
他的遗骸被安葬在阿拉木图，当地有一条以他命名的街道。

## 荣誉
1977年，他曾获劳动红旗勋章。

## 相关
- 第一次纳戈尔诺-卡拉巴赫战争
- 1991年阿塞拜疆军队米-8直升机击落事件（英语：1991 Azerbaijani Mil Mi-8 shootdown）